# Arkadiusz Wasilewski
Arkadiusz Wasilewski ps. Biały, Tadeusz Krzysiak (ur. 4 stycznia 1925 w Sterdyni powiat Sokołów Podlaski, zm. 7 marca 1949 w Warszawie) – porucznik, żołnierz Związku Walki Zbrojnej-Armii Krajowej, członek Zrzeszenia „Wolność i Niezawisłość” w okresie powojennym. Stracony w więzieniu mokotowskim

## Życiorys

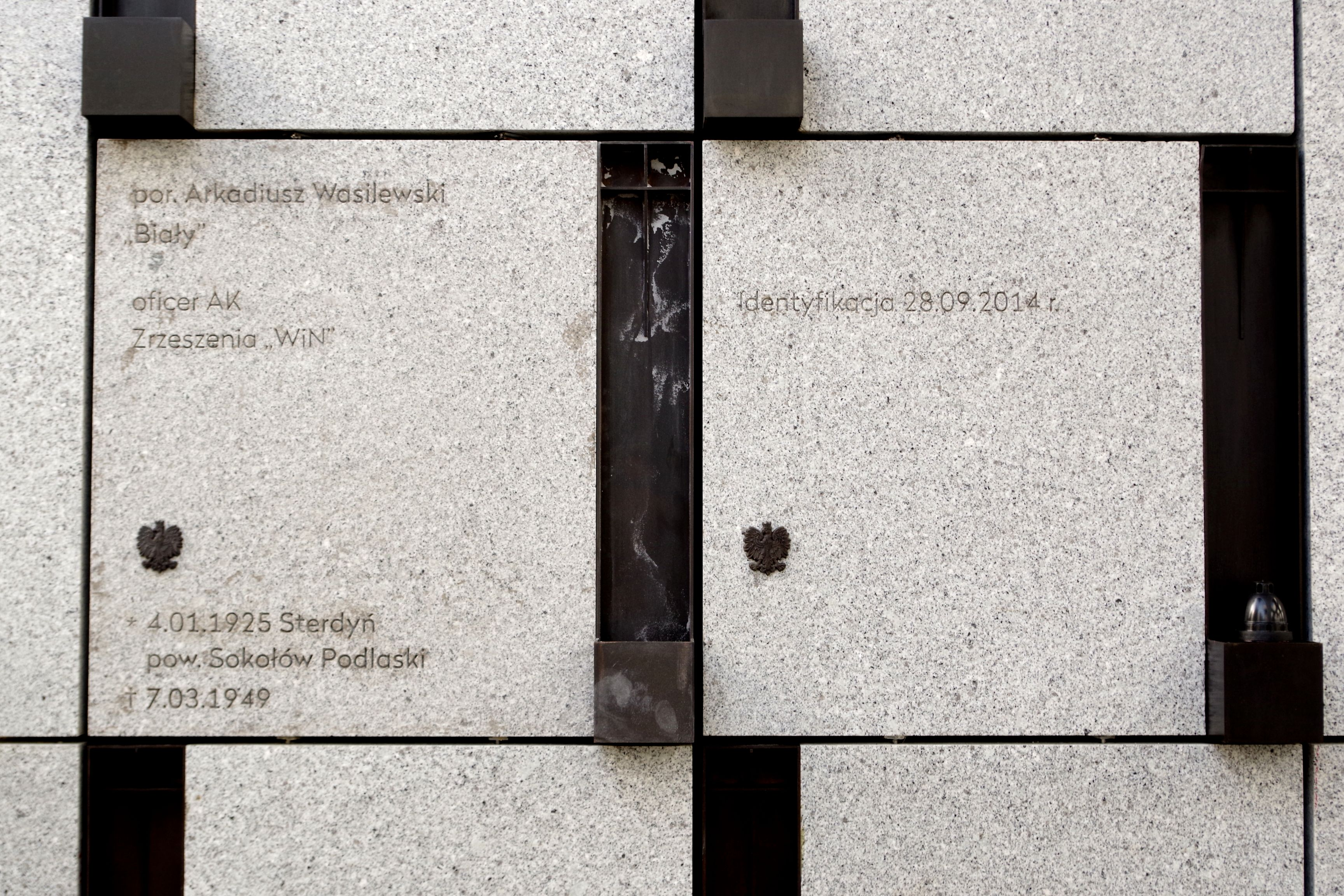
Grób por. Arkadiusza Wasilewskiego ps. „Biały” w Panteonie – Mauzoleum Wyklętych-Niezłomnych na Cmentarzu Wojskowym na Powązkach w Warszawie.

Był synem Stanisława i Heleny z domu Paszkiewicz. Był elektromonterem, ukończył 1 klasę gimnazjum. W czasie okupacji niemieckiej został wywieziony na roboty przymusowe do Niemiec. Udało mu się stamtąd uciec i wrócić w strony rodzinne. W 1943 r. wstąpił do oddziału AK „Czarnego”. Nosił pseudonim „Biały”. W tym samym czasie w domu rodziny w Sokołowie Podlaskim przechowywał Żydówkę z Janowa Lubelskiego, ratując ją od śmierci. W 1944 r. został żołnierzem oddziału „Małego” działającego na Lubelszczyźnie. W sierpniu 1944 r. po zajęciu wschodniej Polski przez wojska sowieckie zgłosił się ochotniczo do służby wojskowej. Został skierowany do szkoły podoficerskiej Korpusu Bezpieczeństwa Wewnętrznego (KBW) w Świdniku, a następnie w Jastkowie i Andrzejewie. Stamtąd został skierowany do Centrum Wyszkolenia KBW i awansowany do stopnia plutonowego. Wówczas jednak uciekł z wojska i powrócił na Lubelszczyznę, gdzie nawiązał kontakty z oddziałem Hieronima Dekutowskiego „Zapory”.
W czasie pierwszej amnestii z 2 sierpnia 1945 r., której celem była likwidacja podziemia antykomunistycznego, ujawnił się i zamieszkał w Urzędowie na Lubelszczyźnie. Jednakże już w grudniu 1945 r. został tam aresztowany i oskarżony o współpracę z „leśnymi”. Przeszedł nieludzkie śledztwo w osławionym więzieniu UB zlokalizowanym w Lubelskim Zamku. Mimo tego nie załamał się i w październiku 1946 r. został zwolniony z braku dowodów winy. Po wyjściu na wolność podleczył się dzięki pieniądzom przekazanym mu na leczenie przez „Zaporę”. Szybko doszedł do siebie i już w styczniu 1947 wstąpił do partyzanckiego oddziału Romana Suchala (pseudonim „Jurand”).
Jesienią 1947 r. zdecydował się wraz z grupą żołnierzy mjr. Hieronima Dekutowskiego „Zapory” zagrożonych aresztowaniem na próbę ucieczki na Zachód. Jednak w wyniku zdrady i prowokacji zorganizowanej przez UB z Katowic wszyscy oni zostali podstępnie aresztowani w punkcie kontaktowym w Nysie. Arkadiusz Wasilewski został tam zatrzymany 16 września 1947 roku. Następnie trafił do centralnego więzienia MBP w Warszawie na Mokotowie.
Wyrokiem Wojskowego Sądu Rejonowego w Warszawie z 15 listopada 1948 r. został przez sędziów: majora Józefa Badeckiego, kapitana Józefa Kanteckiego i kaprala Ryszarda Wasilewskiego skazany na karę śmierci. Wyrok podtrzymał Najwyższy Sąd Wojskowy w składzie pułkownik Józef Dziowe, podpułkownik Alfred Janowski i pułkownik Józef Warecki, a Bolesław Bierut decyzją 28 lutego 1949 nie skorzystał z prawa łaski.
Porucznik Arkadiusz Wasilewski został stracony 7 marca 1949 r. razem z sześcioma towarzyszami walki: majorem Hieronimem Dekutowskim, Romanem Grońskim, Stanisławem Łukasikiem, Jerzym Miatkowskim, Tadeuszem Pelakiem i Edmundem Tudrujem w więzieniu mokotowskim przy ul. Rakowieckiej w Warszawie. Jego zwłoki zostały przez organa bezpieczeństwa publicznego potajemnie pogrzebane na tzw. „Łączce” na Cmentarzu Wojskowym na Powązkach. W 1994 i 1995 został zrehabilitowany wyrokami Sądu Wojskowego w Warszawie.Trwające kilkadziesiąt lat poszukiwania miejsca spoczynku ofiary komunistycznego mordu zostały uwieńczone sukcesem. Latem 2012 r. badacze Instytutu Pamięci Narodowej działający pod kierunkiem prof. Krzysztofa Szwagrzyka odkryli i zabezpieczyli jego szczątki podczas prac ekshumacyjnych na terenie Kwatery na Łączce, na warszawskich Powązkach. 28 lutego 2014 w Belwederze odbyła się uroczystość z udziałem prezydenta RP Bronisława Komorowskiego, podczas której ogłoszono, że nazwisko Arkadiusza Wasilewskiego znajduje się wśród kolejnych 12 nazwisk zidentyfikowanych ofiar, których szczątki ekshumowano w Kwaterze na „Łączce”.
Identyfikację szczątków odnalezionych na kwaterze "Ł" przeprowadza Pomorski Uniwersytet Medyczny w Szczecinie przy współpracy z Instytutem Ekspertyz Sądowych w Krakowie w ramach Polskiej Bazy Genetycznej Ofiar Totalitaryzmów pod kierownictwem dr. Andrzeja Ossowskiego.

## Order
Postanowieniem prezydenta Lecha Kaczyńskiego z 15 listopada 2007 r., w 59. rocznicę skazania przez Wojskowy Sąd Rejonowy w Warszawie na karę śmierci siedmiu „Żołnierzy Wyklętych, został za wybitne zasługi dla niepodległości Rzeczypospolitej Polskiej odznaczony Krzyżem Oficerskim Orderu Odrodzenia Polski.